# وقفة نساء كيمباتا معا في إثيوبيا
(ك م ج) في إثيوبيا، المعروفة باسم كيمباتي مينتي جزيما - توب (وقفة نساء كيمباتا معاً)، منظمة خيرية غير حكومية محلية مقرها في كيمباتا في إثيوبيا، مكرسة لحماية حقوق المرأة وتعزيز صحة المرأة ودعم البيئة. أُسِست عام 1997 من قبل الأختَين بجلاتك وفيكرت جبرا، توسعت المنظمة في جميع أنحاء البلاد. تعمل وقفة نساء كيمباتا معاً في إثيوبيا لتعزيز التغيير من خلال الثورة الاجتماعية والمساعدة العملية، بدلاً من التشريعات.
يصف كتاب «صنع مواطنين في أفريقيا عام 2013: العرق والجنس والهوية الوطنية في إثيوبيا» عمل وقفة نساء كيمباتا معا ًبأنه «رائد ومحترم ثقافياً»، ويشرح أن «إصلاح النساء والفتيات يجب أن يكون متضمناً النساء والرجال، ويجب أن يشمل هياكل السلطة التقليدية، وسيكون أكثر نجاحاً عندما يندمج مع مبادرات مكافحة الفقر والتنمية». نجحت المنظمة في نشر تقنية «المحادثات المجتمعية» المبتكرة من قبل الناشط في مجال الإيدز مصطفى جوي لتعزيز التغيير الاجتماعي في عدد من المجالات الرئيسية المتعلقة بصالح النساء والفتيات، بما في ذلك مكافحة تشويه الأعضاء التناسلية للإناث واختطاف الفتيات للزواج بهم (اختطاف العروس)، ساعدت الحكومة الإثيوبية على الصعيد الوطني في مبادرات الوقاية من فيروس نقص المناعة البشرية. كما تعمل من أجل توفير الرعاية الصحية، بما في ذلك إنشاء مركز صحة الأم والطفل في دورام وبناء المدارس. وتملك مبادرات أُنشئت لتحسين الحياة من خلال البيئة بواسطة توفير مياه صالحة الشرب والكهرباء المستدامة وزراعة الأشجار.
أشار مقال في  مجلة ذا لانست عام 2007 إلى أن الشريكة المؤسسة والمديرة التنفيذية بجلاتك «قضت بمفردها تقريباً على ممارسة تشويه الأعضاء التناسلية الأنثوية في إثيوبيا».

## التاريخ
في نوفمبر 1997، تعاونت الشقيقتان الإثيوبيتان بجلاتك وفيكرت جبرا لإحداث كيمباتي مينتي جزيما –توب (وقفة نساء كيمباتا معاً) بهدف المساعدة في وضع حد لتشويه الأعضاء التناسلية للإناث (المسماة عادةً ختان الإناث) واختطاف العروس، وهي ممارسة تُخطف فيها النساء والفتيات ويُغتصبن لإجبارهنّ على الزواج. وفقاً للجنة الوطنية للممارسات التقليدية في إثيوبيا، كانت عمليات الاختطاف هذه هي أساس 69٪ من الزيجات في البلاد اعتباراً من عام 2003. خمن مركز إينوشنتي للأبحاث التابع لليونيسف أن تشويه الأعضاء التناسلية للإناث في عام 1999 مدعوم اجتماعياً بنسبة 100% في المنطقة.
نشأت الأختان في منزل إثيوبي تقليدي، تعرضن أنفسهن لتشويه أعضائهن التناسلية في طفولتهن. نجحت بجلاتك جيرا من تحصيل تعليمها رغم اعتراضات والدها وانتقلت إلى الولايات المتحدة، أثناء حصولها على درجة الدكتوراه في علم الأوبئة، بدأت بجمعية خيرية مُسخرة لإرسال كتب فنية إلى طلاب المدارس الثانوية والجامعات في بلدها الأم. في منتصف التسعينيات عادت إلى إثيوبيا بمبلغ خمسة آلاف دولار أمريكي، والذي استثمرته في تحسينات محلية للمساعدة في كسب ثقة المجتمع. وقد استكملت ذلك بمنحة قدرها 500000 يورو من المفوضية الأوروبية، وكانت ولادة لوقفة نساء كيمباتا معاً في إثيوبيا.
بدأت المنظمة، التي تعمل في الأصل في اثنتين من المناطق في إثيوبيا، بمسح أفراد المجتمع للممارسات وإعلام المجتمع بالنتائج، مع تركيز الجهود التعليمية على الأفراد الذين قاموا بعد ذلك بنشر ما تعلموه للآخرين. بناءً على طلب الأمم المتحدة، لجؤوا إلى استضافة «محادثات مجتمعية» لتشجيع الناس في المنطقة على التحدث عن هذه الموضوعات. تستند هذه المحادثات المجتمعية، وهي مفهوم أحدثه الناشط في مجال الإيدز مصطفى جوي، إلى اتفاقيات أفريقية تقليدية حيث تتجمع المجتمعات لعدة ساعات على أسس منتظمة للتوصل إلى توافق في الآراء بشأن المسائل ذات الاهتمام الشعبي. دُرِّب المئات من الرجال والنساء للعمل كمنسقين في محادثات مجتمعية لوقفة نساء كيمباتا معاً، والتي ركزت في البداية على التثقيف بشأن الإيدز. في عام 2004، نظراً لتطبيقها الناجح لاستراتيجية المحادثة المجتمعية، اختيرت وقفة نساء كيمباتا معاً من قبل الحكومة الإثيوبية لتدريب الناس على قيادة المحادثات في جميع أنحاء البلاد كعنصر رئيسي للوقاية من فيروس نقص المناعة البشرية في إثيوبيا.
بدعم من وقفة نساء كيمباتا معاً في التحدث، بدأت النساء في هذه المحادثات المجتمعية في منطقة كيمباتا أولاً في الضغط من أجل قضايا حقوق المرأة مثل الحق في الجلوس بحضور الرجال، والمساواة في التعليم للفتيان والفتيات، ومنصب للنساء مثل شيوخ القرية لاتخاذ القرارات قبل الانتقال إلى تشويه الأعضاء التناسلية الأنثوية وخطفهن. كان لعرض فيديو لختان الإناث، وهي عملية جراحية معروفة محلياً باسم «قطع الأوساخ»، تأثير قوي بشكل خاص. استجاب كل من الرجال والنساء في المجتمع. وشكل أولئك الذين شاركوا في المحادثات لجاناً للعمل على إنهاء الممارسة، بما في ذلك تقديم تدخلات نشطة، مع 2000 من المنسقين المدربين عبر المجتمعات. تبع الاحتفالات العامة بالإنجاز، مظاهرة يوم 29 أكتوبر 2004 للاحتفال بالسلامة حضرها 100000 شخص. وفقًا لمركز أبحاث إينوشنتي، اعتباراً من عام 2008 انخفض الدعم المحلي لتشويه الأعضاء التناسلية للإناث إلى 3%.
اعتباراً من عام 2013، وفقاً لتوصيف نيويورك تايمز، شارك 85% من سكان المنطقة في محادثات مجتمعية لوقفة نساء كيمباتا معاً حول مواضيع متعددة. يُشجع الذين يحضرون على نشر ما تعلموه لأولئك الذين لا يفعلون ذلك، بهدف تعزيز الثورة الاجتماعية على المستوى الفردي.
بالإضافة إلى تعزيز المحادثة، قامت وقفة نساء كيمباتا معاً في إثيوبيا بدور نشط في الضغط على الشرطة لمقاضاة جرائم مثل خطف العروس. هذه الممارسة غير قانونية في إثيوبيا منذ عام 2005، ولكن في عام 2010 كتبت الإندبندنت أن السلطات القانونية خارج العاصمة متساهلة في تطبيق القانون، مع أول شخص يطعن في قانون اختطاف العرائس، لفتاة تبلغ من العمر 13 عاماً لم تستطع إثبات أنها كانت عذراء وقت اختطافها، حيث اتهمه محامي الدفاع الخاص بها بالتحريض على الاغتصاب. عززت وقفة نساء كيمباتا معاً الدعم بين النساء والرجال للضحايا، بما في ذلك حث البعض على التدخل بشكل استباقي لمنع الفعل. وفقًا لصحيفة الإندبندنت، فإن نسبة عمليات خطف الزفاف في المنطقة انخفضت بنسبة 90٪ اعتباراً من عام 2010.
تقدم وقفة نساء كيمباتا معاً في إثيوبيا أيضاً خدمات أخرى، بما في ذلك الرعاية الصحية وبناء المدارس، بالإضافة إلى إنشاء برامج رياضية وبطولات للفتيات. تعمل لرعاية الأمومة وتنظيم الأسرة، وتأسيس مركز صحة الأم والطفل في دورام. بالإضافة إلى الدعم المباشر لحقوق المرأة وقضايا الصحة، هي أيضاً منظمة للنشاط البيئي، زرعت أكثر من ثمانية ملايين شجرة وعملت على توفير مياه صالحة للشرب وكهرباء مستدامة.
لدعم عملها، تجمع وقفة نساء كيمباتا معاً مكافآت شرفية في المحادثات المجتمعية وتجمع الأموال أيضاً على المستوى الدولي، بما في ذلك من الجهود الخيرية الدولية مثل كوميك ريليف.
اعتباراً من عام 2013، انتشرت أنشطة وقفة نساء كيمباتا معاً من منطقتين أساسيتين إلى 26 مقاطعة في الأمم الجنوبية والقوميات ومنطقة الشعوب ومنطقة أوروميا.

## الجوائز
حصلت الشريكة المؤسسة والمديرة التنفيذية بجلاتك جبرا على جائزة شمال جنوب لعام 2005، وفي عام 2007 حصلت على جائزة جوناثان مان للصحة العالمية وحقوق الإنسان. لمساهماتها في تنمية إفريقيا، حصلت بجلاتك جيرا على جائزة الملك بدوان الدولية للتنمية في مايو 2013، والتي استلمتها نيابة عن زملائها في وقفة نساء كيمباتا معاً في إثيوبيا.